# Леон Стрембель
Леон Стрембель (ісп. León Strembel) — аргентинський футболіст, що грав на позиції півзахисника, насамперед за «Ланус», а також національну збірну Аргентини, у складі якої — чемпіон Південної Америки 1946 року.

## Клубна кар'єра
У дорослому футболі дебютував 1939 року виступами за «Ланус», кольори якого захищав до 1956 року з трирічною перервою протягом 1945–1947 років, коли гравець два сезони відіграв за «Расінг» (Авельянеда) та один — за «Атланту».
Протягом кар'єри Стрембеля «Ланус» здебільшого боровся за збереження місця в елітному аргентинському дивізіоні, одного разу, у 1949, його навіть втративши і провівши наступний сезон у другій за силою футбольній лізі країни. Результати команди покращилися лише ближче до завершення ігрової кар'єри півзахисника у середині 1950-х. А найвищим для Стрембеля місцем у підсумковій турнірній таблиці аргентинської першості стало «срібло», який «Ланус» із ним у складі посів в останній рік його виступів на футбольному полі.

## Виступи за збірну
Перейшовши 1945 року до «Расінга» (Авельянеда), потрапив у поле зору тренерів національної збірної Аргентини і того ж року дебютував у її складі.
Наступного року був основним півзахисником «альбіселесте» на домашньому для них чемпіонаті Південної Америки 1946, де взяв участь у всіх п'яти іграх своєї команди, яка здобула свій восьмий титул найсильнішої збірної континенту.
Загалом протягом дворічної кар'єри в національній команді провів у її формі 9 матчів.

## Титули і досягнення
- Переможець чемпіонату Південної Америки (1):

Аргентина: 1946